# Urdaneta (Loja)
Urdaneta ist eine Ortschaft und eine Parroquia rural („ländliches Kirchspiel“) im Kanton Saraguro der ecuadorianischen Provinz Loja. Die Parroquia besitzt eine Fläche von 117,5 km². Die Einwohnerzahl lag im Jahr 2010 bei 3766.

## Lage
Die Parroquia Urdaneta liegt in den Anden im Süden von Ecuador. Das Gebiet erstreckt sich über den Südosten des Kantons Saraguro und liegt in Höhen zwischen 2170 m und 3300 m. Im Osten und Süden verläuft die kontinentale Wasserscheide in Form des 3000 m hohen Hauptkamms der Cordillera Real. Das Areal wird über den Río Paquishapa in Richtung Nordnordwest zum Río León entwässert. Der 2480 m hoch gelegene Hauptort befindet sich 3,7 km ostnordöstlich vom Kantonshauptort Saraguro. Die Fernstraße E35 (Loja–Cuenca) führt an Urdaneta vorbei. Östlich von Urdaneta zweigt eine Nebenstraße nach Osten ab und führt nach 28 de Mayo in der Provinz Zamora Chinchipe.
Die Parroquia Urdaneta grenzt im Westen an die Parroquia Saraguro, im Norden an die Parroquias San Antonio de Cumbe und El Tablón, im Nordosten an die Provinz Azuay mit der Parroquia San Felipe de Oña im gleichnamigen Kanton, im Osten und im Südosten an die Provinz Zamora Chinchipe mit den Parroquias 28 de Mayo (Kanton Yacuambi) und La Victoria de Imbana (Kanton Zamora) sowie im äußersten Südwesten an die Parroquia San Lucas (Kanton Loja).

## Orte und Siedlungen
In der Parroquia gibt es folgende Barrios: Baber, Bahin, Cañaro, Gurudel, San Isidro, Turucachi, Urdaneta Centro, Villa Carreño und Zhadampamba.

## Geschichte
Die Parroquia Urdaneta wurde im Jahr 1865 gegründet. Namensgeber war Luis Urdaneta, ein südamerikanischer Unabhängigkeitskämpfer. Zuvor hieß der Ort Paquishapa (Quechua für „ein Stück flaches Land“).